# Liste de festivals et de moussems au Maroc
 (novembre 2014).
Si vous disposez d'ouvrages ou d'articles de référence ou si vous connaissez des sites web de qualité traitant du thème abordé ici, merci de compléter l'article en donnant les références utiles à sa vérifiabilité et en les liant à la section « Notes et références ».

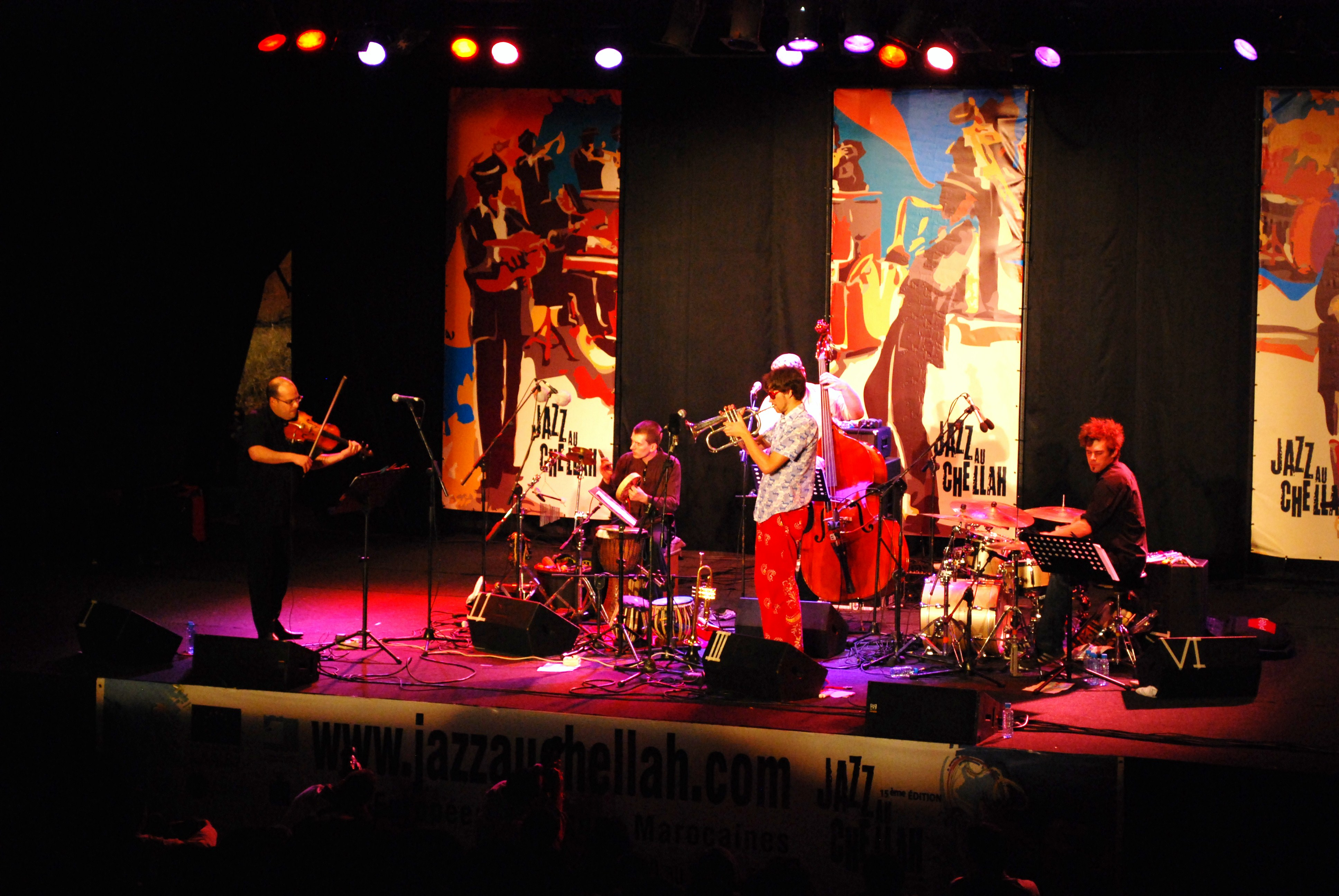
Jazz au Chellah (2010), Rabat

Cette liste de festivals et de moussems au Maroc répertorie ces derniers par lieux (ville, commune, etc.).

## Liste par lieux de A à Z

### Agadir
- Festival Timitar d'Agadir
- Morocco hiphop festival
- FITAS - Festival international de théâtre et des arts de la scène
- Festival cinéma et migrations[1]
- Bembe afro-latin festival
- Fidadoc (festival international du film documentaire), créé en 2008[2]
- Concert pour la tolérance
- Festival International des Sports Extrêmes
- Trophée Hassan II de Golf et Coupe Lalla Meriem
- Festival du rire d'Agadir
- Festival National du Theatre Amazigh
- Festival cinéma et migrations d'Agadir
- Festival Issni N Ourgh international du Film Amazigh

### Aïn Leuh
- Festival national Ahidous (organisé par le ministère de la Culture)

### Al Hoceïma
- Festival méditerranéen d’Al Hoceïma

### Assilah
- Moussem d’Asilah
- Festival International d'équitation MATA
- Moussem des Femmes Créatrices d'Assilah
- Documentary Film Festival

### Azemmour
- Festival Remparts

### Ben Slimane
- Festival national Zajal (organisé par le ministère de la Culture)

### Berkane
- Moussem de Sidi Ali Oussaïd (ou waada de la Zaouïa d'Aounout)

### Biougra
- Festival Rouaiss (organisé par le ministère de la Culture)

### Bouznika

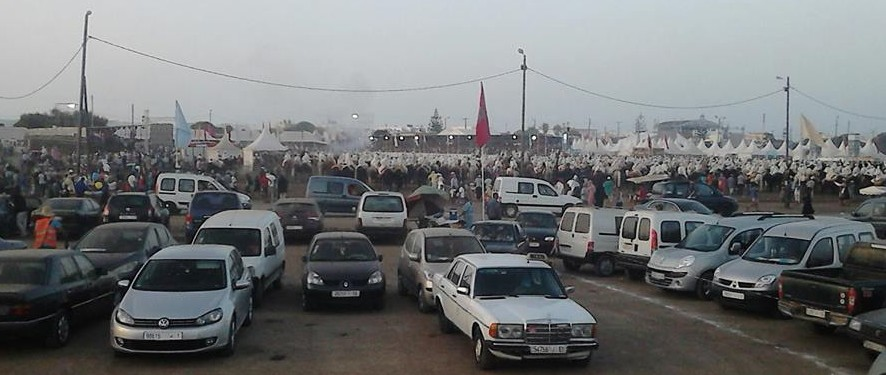
Fantasia à Bouznika.

- Moussem du raisin

### Casablanca
- Festival de Casablanca

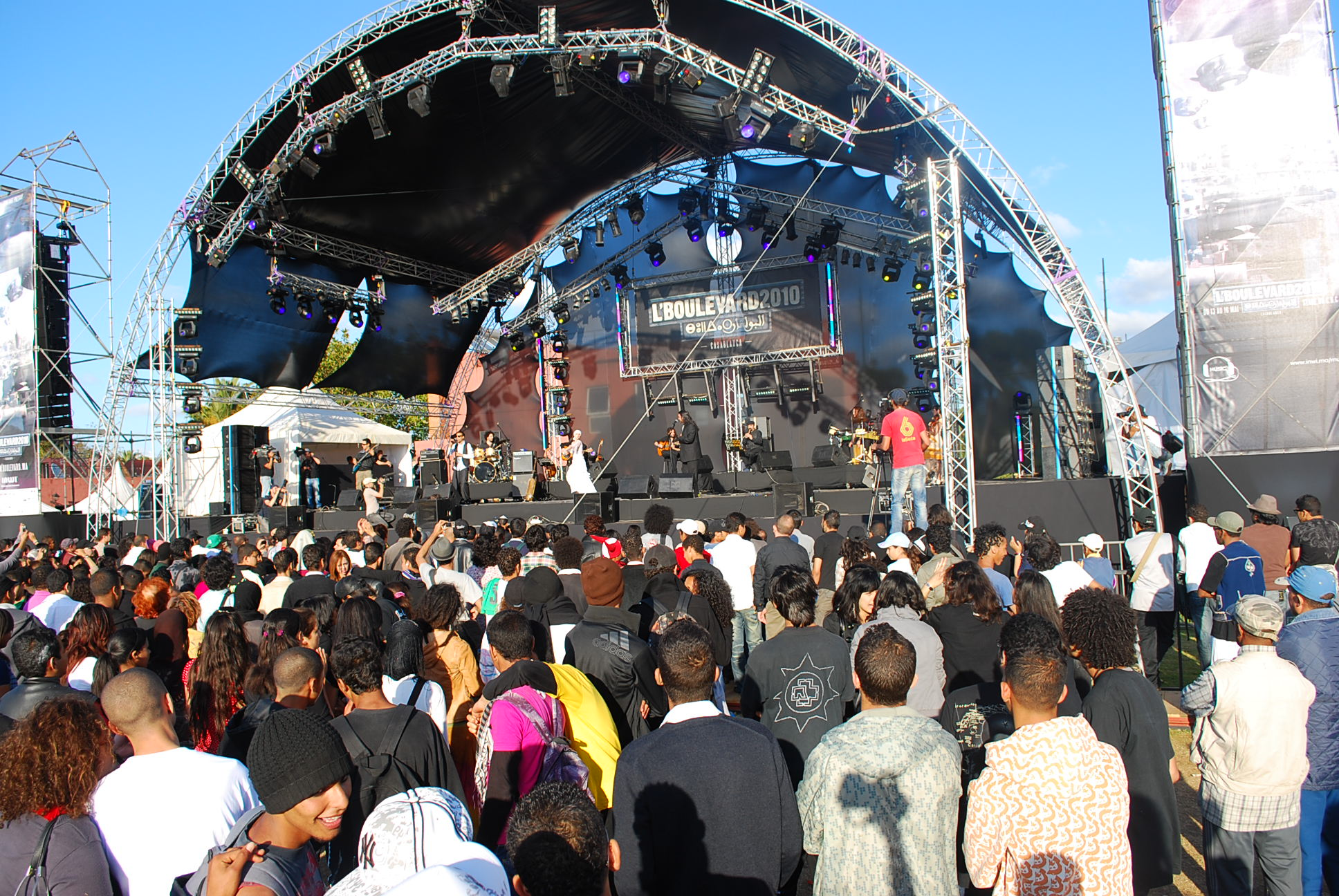
Boulevard des jeunes musiciens (2010), Casablanca

- Boulevard des jeunes musiciens, ou L'Boulevard
- Jazzablanca
- Festival international de théâtre
- Festival international d'art vidéo
- Festival International du Rire

### Chefchaouen
- Festival Andaloussiat (organisé par le ministère de la Culture)
- Festival Allegria (organisé par la Fondation Chefchaouen Art et Culture)

### Dakhla
- Festival Mer et Désert
- Rencontre de la poésie et de la chanson hassanies (organisée par le ministère de la Culture)

### El Jadida
- Festival international de la halka[3]

- Moussem Moulay Abdellah Amghar
- Salon international du cheval
- Festival International Jawhara

### Erfoud
- Salon International des Dattes au Maroc

### Errachidia
- Festival Sijilmassa du malhoun (organisé par le ministère de la Culture)
- Festival de la culture populaire - Ksar Oulad Ali - Boudenib

### Essaouira
- Festival des Gnaouas
- Printemps musical des alizés
- Festival des Andalousies atlantique
- Moussem Regraga

### Fès
- Festival de Fès des musiques sacrées du monde
- Festival de Fès de la culture soufie
- Festival Montagn'arts
- Festival National du film éducatif

### Figuig
- Festival des cultures des oasis (organisé par le ministère de la Culture)

### Ifrane
- Festival Tourtine

### Imilchil
- Fête des Fiançailles (moussem)
- Festival des musiques des cimes[4]

### Imouzzer
- Fête du Miel (moussem)
- Festival Montagne'arts

### Kelaat-M'Gouna
- Fête des Roses (moussem)

### Khenifra
- Festival des arts et créativités des montagnes

### Khouribga
- Festival Abidat R'ma (organisé par le ministère de la Culture)
- Festival du Cinéma Africain de Khouribga
- Festival National du Film Documentaire Educatif Khouribga (Organisé par l'association des activités cinématographiques éducatives)

### Marrakech
- Festival international du film
- Marrakech de rire
- Festival national des arts populaires
- Festival international de la magie de Marrakech
- Festival de l'art du jardin
- Festival des rencontres et des musiques soufies
- Festival international de la salsa[5]
- Festival international de danse contemporaine[6]
- Foot Expo
- Marathon International
- Rallye Classique du Maroc
- Marrakech Grand Prix
- Caftan du Maroc
- Festival sur l’écologie et le Développement Durable en Afrique
- Festival Awal’n Art
- Festival d’Astronomie
- Festival International des Cultures Actuelles

### Meknès
- Festival Montagne'arts
- Festival international de cinéma d'animation de Meknès (FICAM)
- Festival international de Volubilis, ou de Meknès-Volubilis (organisé par le ministère de la Culture)
- Festival international du cheval
- Festival voix, sons et danses de Meknès
- Festival national de théâtre (organisé par le ministère de la Culture)
- Festival du dessin de presse et d’humour
- Salon International de l'Agriculture au Maroc (SIAM)

### Merzouga
- Festival International de Merzouga (FIM)

### M'Hamid El Ghizlane
- Festival international des nomades
- Festival Taragalte (musiques du désert)

### Midelt
- Festival de la Pomme

### Ouarzazate
- Festival IGRAR pour le développement et l’art
- Festival Iklan
- Festival Imaghrane des Amandes et des Noix
- Festival national du film amazigh
- Festival D’ahwach

### Oujda
- Festival international du raï
- Festival de la musique gharnatie (organisé par le ministère de la Culture)
- Festival du Rai d'Oujda
- Festival International de théâtre
- Festival l'Karfour ( Musicarrefour )

### Province d'Aousserd
- Le Festival de Tiris, créé en 2009 avec pour objectif la préservation de la culture saharienne[7]

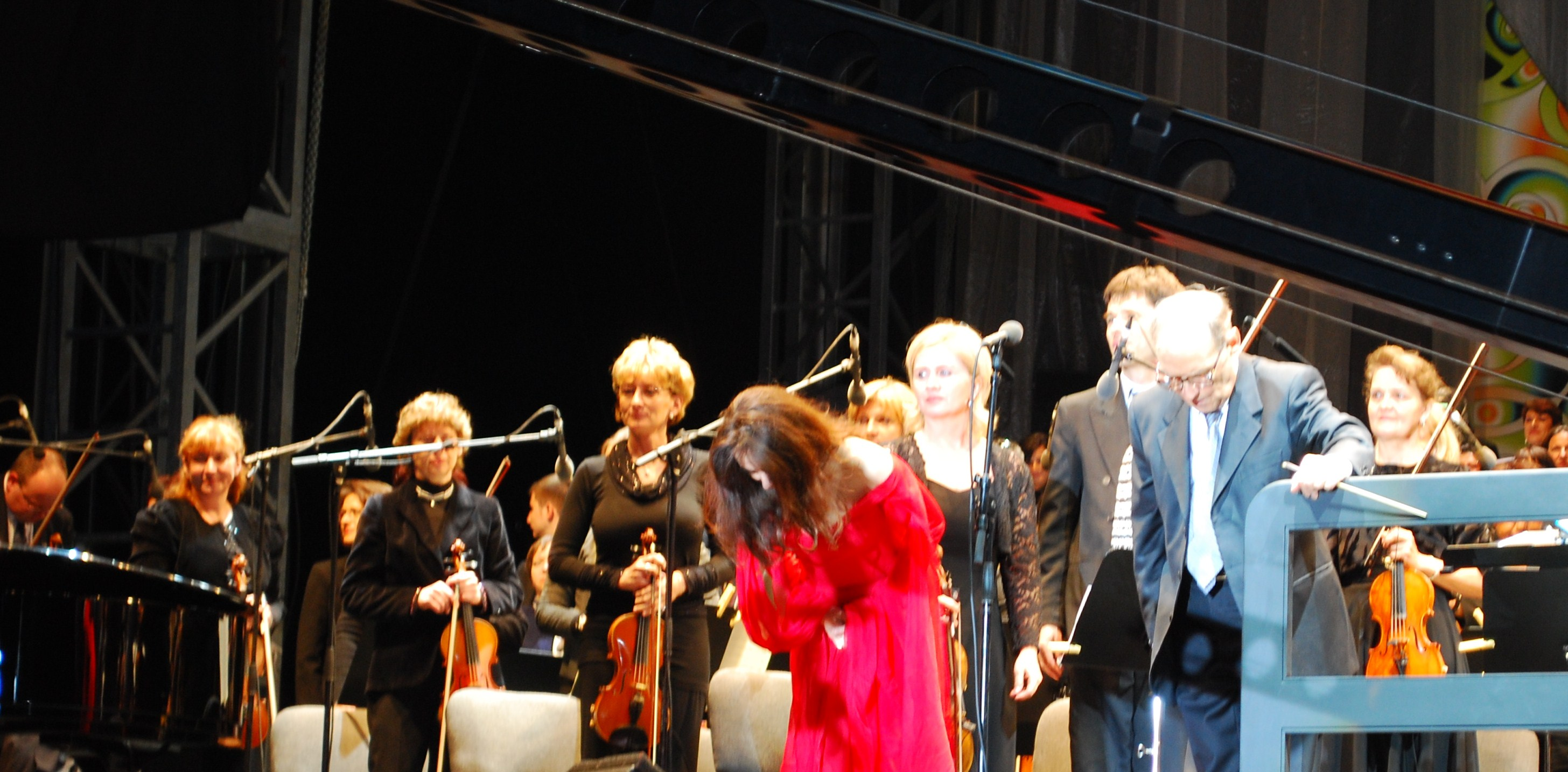
Ennio Morricone, Festival Mawazine (2009)

### Rabat
- Festival international du cinéma d'auteur
- Festival Mawazine
- Festival Thé-Arts
- Ex-Jazz aux Oudayas, devenu Jazz au Chellah (le lieu étant passé des Oudayas au Chellah)
- Festival International de Salsa, Rabat Salsa Meeting (organisé par l'association Armonia)
- Festival du Court Metrage Marocain

### Sahara
- Rallye Aicha des Gazelles
- Marathon des Sables

### Saïdia
- Festival ElectroNautika Saïdia

### Safi
- Festival d'Amwaj
- Festival SAFIRIRE
- Festival international oxyjeunes
- Festival Transe Atlantic
- Festival de l'Aïta (organisé par le ministère de la Culture)
- Festival Abda wa ana adhak
- Festival International du Film Francophone

### Salé
- Festival international du film de femmes
- Procession des cierges
- Festival Été de l'art du mouvement marocain des artistes plasticiens sans frontières
- Festival Mawazine

### Séfrou
- Festival des cerises de Sefrou (moussem)
- Festival Montagne'arts
- Festival National Tisslit Ain cheggag

### Settat
- We Love Settat

### Sidi Bennour
- Festival international de la halka[3]

### Taghazout
- Festival Taghazout

### Taliouine
- Festival International du Safran

### Tanger
- Festival national du film (longs et courts métrages)
- Tanjazz
- Sama
- Tanja Latina
- Tanchouha
- Salon du livre
- Festival du Court-Métrage Méditerranéen
- Festival Twiza
- Festival Mediterraneen de la Culture Amazigh

### Tafraout
- Festival Tifawin (Lumières de Tafraout)

### Tan-Tan
- Fête de Tan-Tan (moussem)

### Taounate
- Festival Nationale de la Figue

### Tarfaya
- Festival international de Tarfaya

### Taroudant
- Festival Dakka et des rythmes (organisé par le ministère de la Culture)

### Taza
- Festival international du théâtre jeune public (organisé par le ministère de la Culture)

### Tétouan
- Festival international de luth (organisé par le ministère de la Culture)
- festival international oxyjeunes
- Festival Voix de Femmes
- Festival International de la Bande Dessinée
- Festival Mediterraneen

### Tialouite
- Festival International du Parapente

### Zagora
- The Magic Draâ Festival : musique africaine
- Festival du documentaire arabe-africain de Zagora
- Festival international de théâtre de Zagora
- Festival international du film transsaharien
- Festival international des nomades
- Moussem Boukhari à Tamgeroute
- Festival international du conte à Zagora
- Festival Taragalte